# Ševar
Ševar (en cyrillique : Шевар) est un village de Bosnie-Herzégovine. Il est situé sur le territoire de la Ville de Tuzla, dans le canton de Tuzla et dans la fédération de Bosnie-et-Herzégovine. Selon les premiers résultats du recensement bosnien de 2013, il compte 903 habitants.

## Géographie
Le village est situé au nord-est du lac de Modrac.

## Démographie

### Évolution historique de la population dans la localité
| 1948 | 1953 | 1961 | 1971 | 1981 | 1991 | 2013 |
| ---- | ---- | ---- | ---- | ---- | ---- | ---- |
| -    | -    | 550  | 750  | 926  | 958  | 903  |

|  |